# Apremont (Vendée)
Apremont je francouzská obec v departementu Vendée v Pays de la Loire. V roce 2018 zde žilo 1 833 obyvatel.